# Casa al carrer des Cotxe, 2 (Cadaqués)
La Casa al carrer des Cotxe, 2 és una obra de Cadaqués (Alt Empordà) inclosa a l'Inventari del Patrimoni Arquitectònic de Catalunya.

## Descripció
Situat dins del nucli urbà de la població de Cadaqués, al bell mig del terme, formant cantonada entre el carrer des Cotxe i el des Vigilant.
Edifici cantoner de planta rectangular amb pati posterior i la coberta de teula de quatre vessants. Està distribuït en planta baixa i dos pisos. La façana principal presenta, a la planta baixa, dos portals d'accés a l'interior, un de rectangular i l'altre d'arc rebaixat. Ambdós presenten els emmarcaments arrebossats i emblanquinats. Al primer pis hi ha dos finestrals d'arc rebaixat amb l'emmarcament en relleu emblanquinat, que tenen sortida a un balcó corregut amb la llosana motllurada i barana de barrots de ferro. Al mig de les dues obertures hi ha un escut de pedra profusament decorat que fa referència a l'antic col·legi públic. A la segona planta hi ha dos balcons exempts que presenten les mateixes característiques tipològiques que els del primer nivell, inclosos els finestrals. La façana està emmarcada per dues filades verticals en relleu, disposades a mode de carreus. La façana lateral, més senzilla que l'anterior, presenta finestres d'arc rebaixat amb els emmarcaments en relleu emblanquinats. Tant la façana principal com la lateral presenten cornises motllurades en la divisòria dels pisos i en el coronament dels paraments. Adossat a la façana posterior destaca un cos amb la coberta de teula d'un sol vessant i distribuït en planta baixa i pis. Està format per un porxo a la planta baixa obert al pati mitjançant arcs de mig punt emblanquinats, i una terrassa al primer pis coberta per un sostre de biguetes i revoltons.
La construcció presenta els paraments arrebossats i emblanquinats.

## Història
L'edifici funciona actualment com la seu de la oficina de turisme de Cadaqués, encara que en un altre temps fou seu de l'escola pública, tal com ho testimonia l'escut emplaçat a la façana principal on es pot llegir COLEGIO PÚBLICO / PATRONATO DEL EXCMO SR GENERAL DE ESCOFET. En una altra placa de marbre es pot llegir EFIFICI DE LA / MARMESSORIA DEL / GENERAL ESCOFET. Joan Escofet i Palau fou un enginyer militar i arquitecte cadaquesenc que nasqué el 1720 i morí al mateix poble el 1810. En el seu testament donà al poble aquest edifici per a ús públic i per això és conegut com l'antiga marmessoria (testamentaria) del general Escofet.